# Syntretus idalius
Syntretus idalius är en stekelart som först beskrevs av Alexander Henry Haliday 1833.  Syntretus idalius ingår i släktet Syntretus och familjen bracksteklar. Arten är reproducerande i Sverige. Inga underarter finns listade i Catalogue of Life.